# 彭斐章
彭斐章（1930年9月—2025年7月15日），字庆成，男，汉族，湖南汨罗人，中国图书馆学家、目录学家，曾任武汉大学教授、博士生导师，中国图书馆学会顾问。